# Circolo del Golf Roma Acquasanta
Il Circolo del Golf Roma Acquasanta (conosciuto anche come Acqua Santa Golf Club) è un campo da golf, il più antico d'Italia, situato a Roma. Il circolo fu teatro delle prove di corsa individuale e a squadre di pentathlon moderno durante i Giochi della XVII Olimpiade, disputati a Roma nel 1960.

## Storia
A seguito della proclamazione di Roma capitale d'Italia nel 1871, come in altri paesi i dipendenti delle ambasciate anglosassoni crearono un nucleo per il golf. Fino al 1929, tutti i documenti del club erano scritti in inglese e le riunioni si tenevano nelle ambasciate britannica o americana. Il primo documento superstite che prova l'esistenza di un club di golf risale al 12 gennaio 1903. Tuttavia, mostra che il club aveva già un comitato di gioco e uno statuto, quindi la data di costituzione è probabilmente anche più antica.
Sempre nel 1903 il dottor Arthur Flach in una riunione propose un sito adatto alla costruzione di un campo da golf. Si trovava a tre chilometri da Porta Maggiore vicino all'"acqua santa" e offriva spazio sufficiente per un campo da golf, una club house e campi da croquet e da tennis. Inoltre, ai membri del club era stata promessa un'atmosfera speciale, in quanto il paesaggio leggermente collinare era attraversato dal piccolo fiume Almone e offriva vari scorci, come l'acquedotto Claudio, la Via Appia Antica e il mausoleo di Cecilia Metella. Il nome "Acquasanta" (acqua santa) deriva da un rito romano durato fino alla fine dell'antichità. Il fiume Almone era venerato come una quasi divinità e ogni anno il 27 marzo si teneva una processione, durante la quale gli strumenti rituali venivano lavati nelle sue acque.
Nel 1913 il campo fu ampliato da 9 a 18 buche e la club house venne ampliata. Negli anni venti il percorso fu nuovamente ampliato, tanto che 9 buche ricevettero l'irrigazione per i green. La trasformazione in un club italiano si concluse nel 1930 quando Alfredo di Carpegna, il primo presidente italiano, rilevò l'attività. Anche la costruzione dell'attuale club house cadde durante questo periodo.
Quando il fascismo salì al potere, il confidente di Benito Mussolini e poi ministro degli Esteri Galeazzo Ciano prese il comando del club. Nel gennaio 1944 la Wehrmacht occupò il luogo e la club house, senza causare danni importanti. I bombardieri alleati si astennero dall'attaccare la postazioni tedesche, secondo la storia del club, in quanto era il «solo campo a 18 buche a sud di Firenze». Infatti, poco dopo la Liberazione, il campo godette di grande popolarità tra gli occupanti, ma ai membri fu anche permesso di continuare a giocare.
Durante le Olimpiadi di Roma del 1960, il circolo ospitò alcune gare di penthatlon moderno.
Nel 1968 furono demoliti gli impopolari edifici realizzati da Ciano e furono rinnovati i lavori di costruzione della club house.